# Ectropothecium kerstanii
Ectropothecium kerstanii är en bladmossart som beskrevs av Hugh Neville Dixon och Theodor Carl Karl Julius Herzog 1939. Ectropothecium kerstanii ingår i släktet Ectropothecium och familjen Hypnaceae. Inga underarter finns listade i Catalogue of Life.